# 夏国良
夏国良，宁夏大学教授，研究方向为雌性哺乳动物卵母细胞减数分裂恢复的分子机理、原始卵泡形成及激活的调控机制。任《动物学杂志》编委，中华人民共和国教育部第四批"长江学者"特聘教授。